# El Cenizo (comté de Webb, Texas)
Pour les articles homonymes, voir El Cenizo.
El Cenizo est une ville située au sud-ouest du comté de Webb, au Texas, aux États-Unis,.

## Démographie
Lors du recensement de 2010, la ville comptait une population de 3 273 habitants. Elle est estimée, en 2016, à 3 206 habitants.

### Source de la traduction
- (en) Cet article est partiellement ou en totalité issu de l’article de Wikipédia en anglais intitulé « El Cenizo, Texas » (voir la liste des auteurs).